# Haplopsebium lepesmei
Haplopsebium lepesmei är en skalbaggsart som beskrevs av Reé Michel Quentin och Jean François Villiers 1971. Haplopsebium lepesmei ingår i släktet Haplopsebium och familjen långhorningar. Inga underarter finns listade i Catalogue of Life.